# Antiqua sanctorum patrum
Mit der Dekretale Antiqua sanctorum patrum (JL 5125) vom 20. April 1079 griff Papst Gregor VII. in die Hierarchie der französischen Kirche ein, indem er dem Erzbischof von Lyon den Titel eines „Primas über Gallien“ verlieh. Gregor VII. griff damit einen alten Ehrentitel auf, der allerdings seit dem 10. Jahrhundert auch vom Erzbischof von Sens beansprucht wurde. Ausdrücklich sollte sich der Primat von Lyon (in Anlehnung an die Notitia Galliarum) auf die Kirchenprovinzen von Lyon, Rouen, Tours und Sens erstrecken, also unter anderem die französische Krondomäne und die wichtigsten Gebiete des Königreichs Frankreich. Auch wenn die Befugnisse, die sich aus dem Primas-Titel ergaben, weder von Gregor VII. näher benannt wurden noch kirchenrechtlich klar bestimmt waren, wandten sich die französischen Bischöfe ebenso wie die Könige von Frankreich gegen diese Maßnahme, zumal Lyon außerhalb Frankreichs lag.

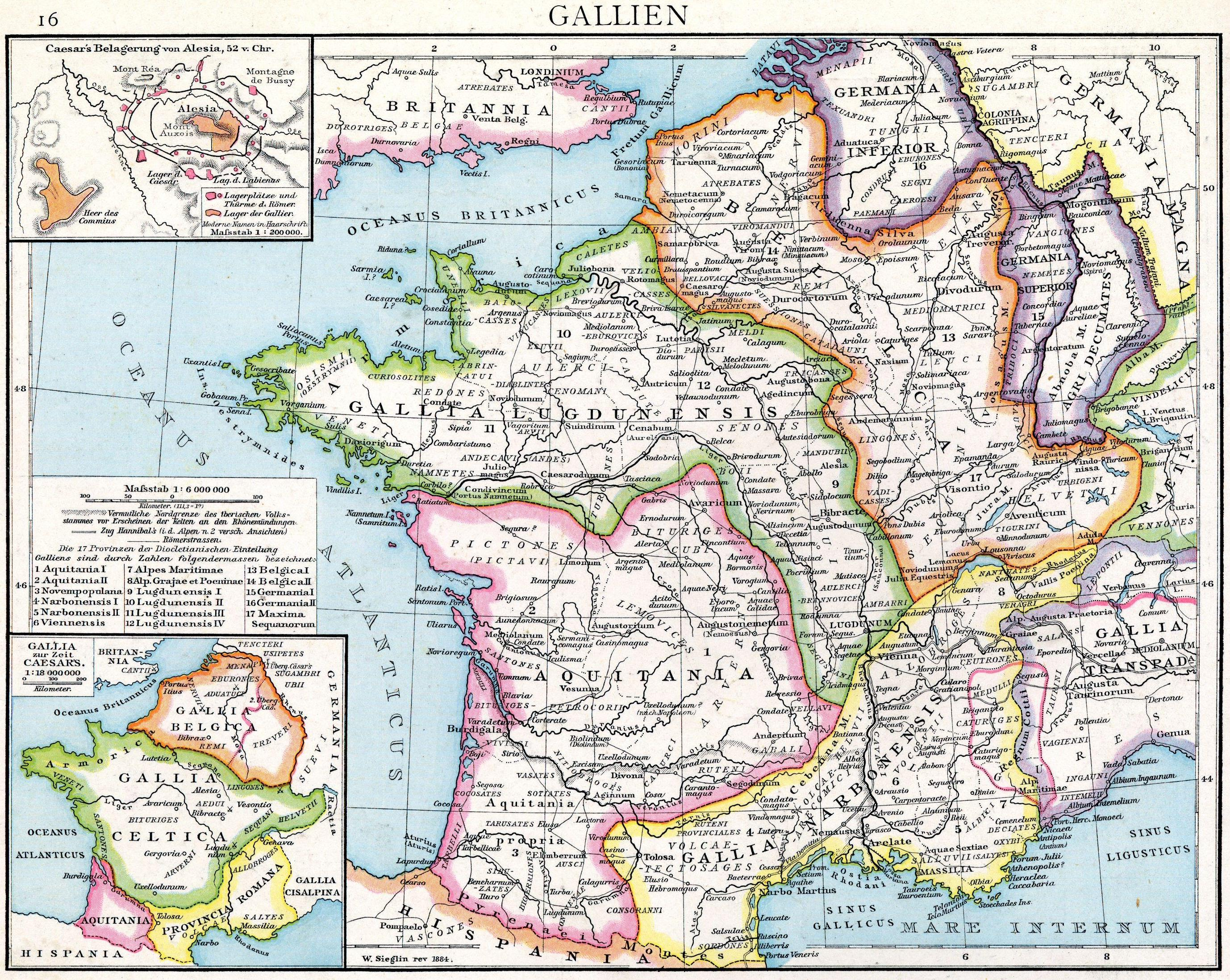
Der Primat Lyons erstreckte sich ungefähr auf die spätantike Provinz Lugdunensis (Karte aus Droysens Historischem Handatlas, 1886)

Der Konflikt eskalierte, als Hugo von Lyon unter Berufung auf seinen Primas-Titel beanspruchte, an der Bestellung neuer Bischöfe in Frankreich mitwirken zu dürfen. Von Ivo von Chartres ist eine ausführliche kirchenrechtliche Widerlegung von Hugos Ansprüchen überliefert, die weite Verbreitung fand (und noch in der Neuzeit von Vertretern des Gallikanismus zitiert wurde). Auch König Ludwig VI. wandte sich gegen alle primatialen Rechte, die eine Einmischung in französische Kirchenpolitik erlaubten. Nach dem Tod Hugos flaute der Konflikt allmählich ab; spätere Erzbischöfe behielten den Titel bei, forderten aber keine weitgehenden Mitspracherechte in den Provinzen Rouen, Tours und Sens ein.